# ももたらら
ももた らら（1999年3月4日 - ）は、日本のAV女優。テスター所属。

## 略歴
2020年7月、ケイ・エム・プロデュースの新レーベル「million mint（ミリオンミント）」の専属第1号女優としてAVデビュー。
2020年9月より専属を離れ企画単体女優となる。

## 人物
東京都出身
18歳（高校生）の時に付き合っていた同級生の彼と初体験をしたが、デビュー前の経験はこの時の彼1人だけ。
AVを見るのが好きで、エロ目的ではなく自分のタイプの女の子（黒髪ロングのストレートヘアーでおっぱいの大きい女の子）を愛でる欲求を満たすためと話している。
人前に出ることと貯金とエッチが好きで、それが全部叶えられるのがAV女優だと思ったことがAV出演のきっかけ。元々AVを見ていたことや女優のAV以外での露出も多いことからAV女優になることへの抵抗はなかった。

## 作品

### アダルトDVD
2020年
- 新人 ももたららデビュー 敏感Aカップ天然素材 素朴なショートカット女子 素人卒業!!（7月10日、million mint）
- いやらしいカラダ はみ出す陰毛 特別に感じるAカップ（8月14日、million mint）
- 「あの人、お父さんじゃありません。全然知らないおじさんです。」 偽父と娘の調教ビデオ（9月10日、Mr.michiru）
- デカチン兄と日常的に性行為をしています。お互いのオナネタの為にハメ撮りをする仲良し兄妹 Vol.004（11月13日、宇宙企画）
- 『お兄ちゃん背中流してあげるね!』 ちょっとおませで無邪気な妹は胸が膨らみ始めたにも関わらずボクと一緒にお風呂に入りたがる!妹の真の目的は…？（11月19日、Hunter）
- 放課後肉便器 14人目（11月25日、豊彦）※「遠藤なつほ」名義
- 素人ナンパ GET!! No.218 渚のTOKYOバケーション ビキニ編（12月7日、桃太郎映像出版）

2021年
- ヤリたくなる従順無垢な私の生徒は最高のオナホール。（1月1日、ONEZ）
- 『お願いヤメて…ダメ…何してるの?』 サークル仲間が酔い潰れて寝ている横で女友達に手を出して拒否されるもずっと責め続けたら嫌がりながらも…（1月7日、Hunter）
- 濡れてテカってピッタリ密着 神スク水 可愛い女子のスクール水着姿をじっとりと堪能!着替え盗撮から始まり貧乳から巨乳にパイパン、ハミ毛、ジョリワキ等のフェチ接写やローションソーププレイやスク水ぶっかけ等を完全着衣で楽しむAV（1月8日、親父の個撮）
- 新就職活動女子大生生中出し面接 Vol.005」（1月15日、S級素人）
- レズ解禁作品 新人女優・ももたらら×レズ先生・あおいれな はじめての同性愛セックス（1月25日、セレブの友）
- 生中出しアイドル枕営業 Vol.014（2月12日、BAZOOKA）
- 新 生中出しアオハル制服女子●生バイト Vol.005（3月12日、S級素人）
- 働く女子社員はとにかく絞められたい。 Vol.002（3月12日、BAZOOKA）
- やっぱり見たい!チ○ポにまたがり貪欲に腰を振る 美女の子宮 グリグリ押し付け騎乗位SEX!（3月13日、セレブの友）
- 15人の語りかけ誘惑オナニー 撮り下ろし大全集! アナタだけを見つめて、何度も何度もイキまくる!（6月25日、セレブの友）

### VR
2020年
- カワイ過ぎる義妹を押し倒して勢いで胸を揉んじゃったら… 「お義兄ちゃんどうしちゃったの!?」からの「こんな事されたら我慢できなくなっちゃうよ!」からの「いっぱい中に出して!」（8月12日、Hunter）
- 真夏の敏感!! マ●コに一日中ちん●こズボズボ 何度イッてもノンストップ追撃中出し授業（9月25日、KMPVR-彩-）
- 自転車通学中の田舎少女を連れ去り中出し野外レ×プ（10月6日、RADICAL-KMPVR-）
- どっちとエッチしたい!? 超学園天国ハーレム3PVR 文化祭の準備中に女のコから同時に告白!! どっちか選べないボクはその場で両方ハメハメ♡（10月27日、ワンズファクトリー）
- 尻をイカセ続けるVR（12月2日、KMPVR）

2021年
- 女子校生の口をひたすら弄るVR（1月8日、KMPVR）
- クスリ効果で全身敏感の涎ダラダラ!! 媚薬を飲ませ顔面愛撫でイカせ続ける（1月15日、KMPVR）
- 天井特化×パンツ越しオナニー（2月4日、KMPVR）

### 配信限定
2020年
- 【初撮り】【色白スレンダーボディ】【細い腰を掴んで..】白く細い美裸体の現役大学生。軽音サークルに所属する経験人数2人の彼女は人生初めての快感に.. ネットでAV応募→AV体験撮影 1307（8月5日、シロウトTV）※「らら」名義
- たらちゃん（8月20日、シロウトちゃん）※「たら」名義
- もも（10月21日、シロウトHouse）※「もも」名義
- MOCHIDA（12月4日、俺の素人）※「MOCHIDA」名義
- Rara（12月25日、俺の素人）※「Rara」名義

2021年
- MOMOTA（1月22日、俺の素人）※「MOMOTA」名義
- ららちゃん（1月22日、俺の素人）※「らら」名義
- 《3大特典付き》【電車痴漢】★初トリプル痴漢！★少年のようなショートカット女子を3人で取り囲んでヤリたい放題★鬼畜の2穴発射!（2月12日、ゆず故障）
- 媚薬の力と性感オイルマッサージでエチエチ桃尻大学生/りあちゃん(19)が理性ぶっ飛び絶頂昇天!!何度も押し寄せる快楽の波に意識朦朧!!そんなアヘアヘ未成年マ●コに大量中出し!!（8月5日、黒船）※「りあ」名義

### イメージDVD
- 純系ショートカット（2020年9月28日、CRANE）※「加桃きらら」名義

## 掲載

### 雑誌
- 月刊FANZA 2020年9月号（ジーオーティー） - インタビュー「HATSUMONO!」